# Android 13
Android 13 este cea a treisprezecea versiune majoră și a 20-a versiune a Android, sistemul de operare mobil dezvoltat de Open Handset Alliance condusă de Google. A fost lansat pentru public și pentru Android Open Source Project (AOSP) pe 15 august 2022. Primele dispozitive livrate cu Android 13 au fost Pixel 7 și 7 Pro.
În iulie 2023, 30,29% dintre dispozitivele Android rulau Android 13, ceea ce îl face cea mai utilizată versiune de Android.